# Ґодзьоме

39°56′39″ пн. ш. 140°6′42″ сх. д. / 39.94417° пн. ш. 140.11167° сх. д.
Ґодзьо́ме (яп. 五城目町, ごじょうめまち, МФА: [god͡ʑoːme mat͡ɕi̥]) — містечко в Японії, в повіті Мінамі-Акіта префектури  Акіта. Станом на 1 жовтня 2007 площа містечка становила 214,94 км². Станом на 1 липня 2008 населення містечка становило 11 023 осіб.